# Simone Lutgen
Simone Marie Jeanne Lutgen (Metz, 29 mei 1906 – Antwerpen, 27 april 1994) was een Luxemburgs beeldhouwer en graficus, woonachtig in België.

## Leven en werk
Simone Lutgen werd geboren in Frankrijk uit Luxemburgse ouders, in 1920 verhuisde de familie naar Antwerpen. Ze studeerde aan de Koninklijke Academie voor Schone Kunsten van Antwerpen, als leerling van Peters en Wynants, en volgde de avondcursus aan de Vakschool voor Kunstambachten.
Lutgen beeldhouwde in hout, metaal en steen, hield zich bezig met reclamekunst en maakte boekillustraties. Ze nam vanuit België deel aan exposities en wedstrijden met andere Luxemburgse kunstenaars, onder wie Victor Jungblut, Frantz Kinnen, Joseph Probst en Lucien Wercollier. Lutgen ontving een medaille voor haar reclamewerk op de wereldtentoonstelling van 1935 in Brussel. Ze nam deel aan de jaarlijkse salons van de Cercle Artistique de Luxembourg en won er in 1937 de Prix Grand-Duc Adolphe voor haar moderne houten sculpturen. In 1939 behaalde ze de eerste plaats bij een ontwerpwedstrijd voor een 'Diplome du Centenaire' in opdracht van het Luxemburgs Olympisch Comité. Ze verzorgde dat jaar een fotocollega voor het Luxemburgs paviloen op de wereldtentoonstelling. In 1947 won ze een afficheontwerpwedstrijd van het Office Luxembourgeois de Tourisme.

## Enkele werken
- 1931 illustraties voor Brabançonnes à travers les arbres, gedichtenbundel van Marie Gevers.
- 1939 fotocollage voor het Luxemburgs paviljoen op de wereldtentoonstelling in New York.
- 1956 wanddecoratie (23 meter) met metalen figuren voor de stationsrestauratie van Station Luxemburg. Het werk werd in de jaren 1990 verwijderd.

- Musée national d'archéologie, d'histoire et d'art: lkl004109